# (22744) Esterantonucci
(22744) Esterantonucci est un astéroïde de la ceinture principale.

## Description
(22744) Esterantonucci est un astéroïde de la ceinture principale. Il fut découvert le 14 octobre 1998 à la station Anderson Mesa par le programme LONEOS. Il présente une orbite caractérisée par un demi-grand axe de 3,22 UA, une excentricité de 0,10 et une inclinaison de 4,7° par rapport à l'écliptique.

## Compléments